# Pennilabium struthio
Pennilabium struthio är en orkidéart som beskrevs av Cedric Errol Carr. Pennilabium struthio ingår i släktet Pennilabium och familjen orkidéer. Inga underarter finns listade i Catalogue of Life.